# Miloš Bečvář
Miloš Bečvář (ur. 21 stycznia 1957 w Strakonicach) – czeski biegacz narciarski reprezentujący Czechosłowację, zawodnik klubu Dukla Liberec.

## Kariera
W Pucharze Świata zadebiutował 24 stycznia 1982 roku w Brusson, zajmując ósme miejsce w biegu na 30 km. Tym samym już w swoim debiucie zdobył pierwsze pucharowe punkty. Na podium zawodów tego cyklu stanął raz: 27 marca 1982 roku w Castelrotto, kończąc rywalizację w biegu na 15 km na drugiej pozycji. W zawodach tych rozdzielił Billa Kocha z USA i Harriego Kirvesniemiego z Finlandii. W klasyfikacji generalnej sezonu 1981/1982 zajął ostatecznie 23. miejsce.
W 1980 roku wystartował na igrzyskach olimpijskich w Lake Placid, gdzie był dziewiąty w sztafecie, a indywidualnie plasował się poza czołową trzydziestką. Na rozgrywanych cztery lata później igrzyskach w Sarajewie jego najlepszym wynikiem było 23. miejsce na dystansie 50 km. Był też między innymi czwarty w sztafecie na mistrzostwach świata w Oberstdorfie w 1987 roku oraz piąty w biegu na 50 km podczas mistrzostw świata w Seefeld w 1985 roku.

## Osiągnięcia

### Igrzyska olimpijskie
| Miejsce | Dzień     | Rok  | Miejscowość | Konkurencja             | Czas biegu | Strata   | Zwycięzca        |
| ------- | --------- | ---- | ----------- | ----------------------- | ---------- | -------- | ---------------- |
| 32.     | 14 lutego | 1980 | Lake Placid | 30 km stylem klasycznym | 1:27:02,80 | +7:05,99 | Nikołaj Zimiatow |
| 44.     | 17 lutego | 1980 | Lake Placid | 15 km stylem klasycznym | 41:57,63   | +4:20,50 | Thomas Wassberg  |
| 9.      | 20 lutego | 1980 | Lake Placid | Sztafeta 4 × 10 km      | 1:57:03,46 | +7:15,20 | ZSRR             |
| 27.     | 10 lutego | 1984 | Sarajewo    | 30 km stylem dowolnym   | 1:24:26,3  | +5:40,9  | Nikołaj Zimiatow |
| 29.     | 13 lutego | 1984 | Sarajewo    | 15 km stylem klasycznym | 41:25,6    | +2:35,2  | Gunde Svan       |
| 23.     | 19 lutego | 1984 | Sarajewo    | 50 km stylem klasycznym | 2:15:55,8  | +9:27,9  | Thomas Wassberg  |

### Mistrzostwa świata
| Miejsce | Dzień     | Rok  | Miejscowość      | Konkurencja             | Czas biegu | Strata   | Zwycięzca       |
| ------- | --------- | ---- | ---------------- | ----------------------- | ---------- | -------- | --------------- |
| 22.     | 27 lutego | 1982 | Oslo             | 50 km stylem klasycznym | 2:32:00,9  | +11:17,7 | Thomas Wassberg |
| 8.      | 24 lutego | 1985 | Seefeld in Tirol | Sztafeta 4 × 10 km      | 1:52:21.0  | +4:07.0  | Norwegia        |
| 5.      | 27 lutego | 1985 | Seefeld in Tirol | 50 km stylem klasycznym | 2:10:49.9  | +7:43,6  | Gunde Svan      |
| 4.      | 15 lutego | 1987 | Oberstdorf       | Sztafeta 4 × 10 km      | 1:38:04,6  | +1:50,7  | Szwecja         |

### Puchar Świata

#### Miejsca w klasyfikacji generalnej
- sezon 1981/1982: 23.
- sezon 1982/1983: 44.
- sezon 1984/1985: 41.
- sezon 1985/1986: 37.

#### Miejsca na podium
| Nr | Dzień    | Rok  | Miejscowość | Konkurencja | Czas biegu | Strata | Pozycja | Zwycięzca |
| -- | -------- | ---- | ----------- | ----------- | ---------- | ------ | ------- | --------- |
| 1. | 27 marca | 1982 | Castelrotto | 15 km       | ?          | ?      | 2.      | Bill Koch |